# Allerheiligenkathedraal (Minsk)
De Allerheiligenkathedraal (Wit-Russisch: Царква Ўсіх Святых) is een Wit-Russisch orthodox monument in de Wit-Russische stad Minsk, gebouwd ter ere van Allerheiligen en ter nagedachtenis aan allen die onschuldig stierven voor het vaderland. De kathedraal behoort tot het Wit-Russisch exarchaat van de Russisch-orthodoxe Kerk in Wit-Rusland en valt onder het bisdom Minsk-Sloetsk.

## Geschiedenis
De bouw van de kathedraal werd begonnen in de zomer van 2006. In hetzelfde jaar werd een houten Drie-eenheidskerk in de onmiddellijke nabijheid van de in aanbouw zijnde kathedraal gebouwd. In de herfst van hetzelfde jaar werden de klokken gewijd, een ceremonie die werd bijgewoond door president Aleksandr Loekasjenko.
Op 2 juli 2010 werden tijdens een plechtige ceremonie in de crypte van de kathedraal de stoffelijke resten van onbekende soldaten begraven. Het betroffen de resten van drie onbekende soldaten die stierven in de strijd voor het vaderland in de strijd tegen Napoleon, het Duitse Keizerrijk en nazi-Duitsland.
De Allerheiligenkathedraal heeft een tentdak, bekroond met een kruis en is 74 meter hoog. Het tentdak staat symbool voor de Moeder van God en Christus als het hoofd van de Kerk. De kerk heeft plaats voor 1.200 gelovigen en biedt ook ruimte aan een documentatiecentrum over oorlog, repressie en haar slachtoffers.

## Afbeeldingen

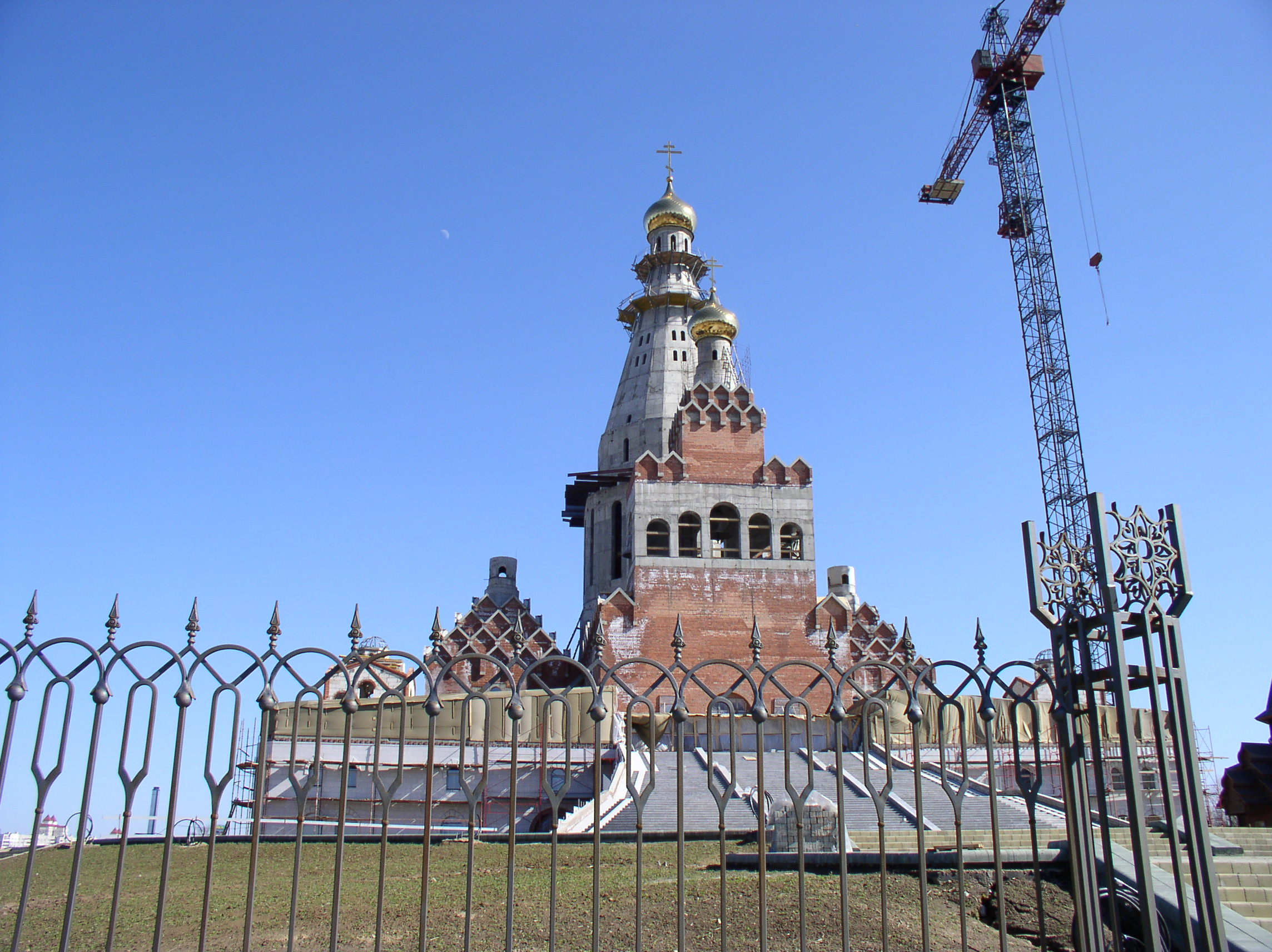
de kathedraal in aanbouw (foto: 2007)
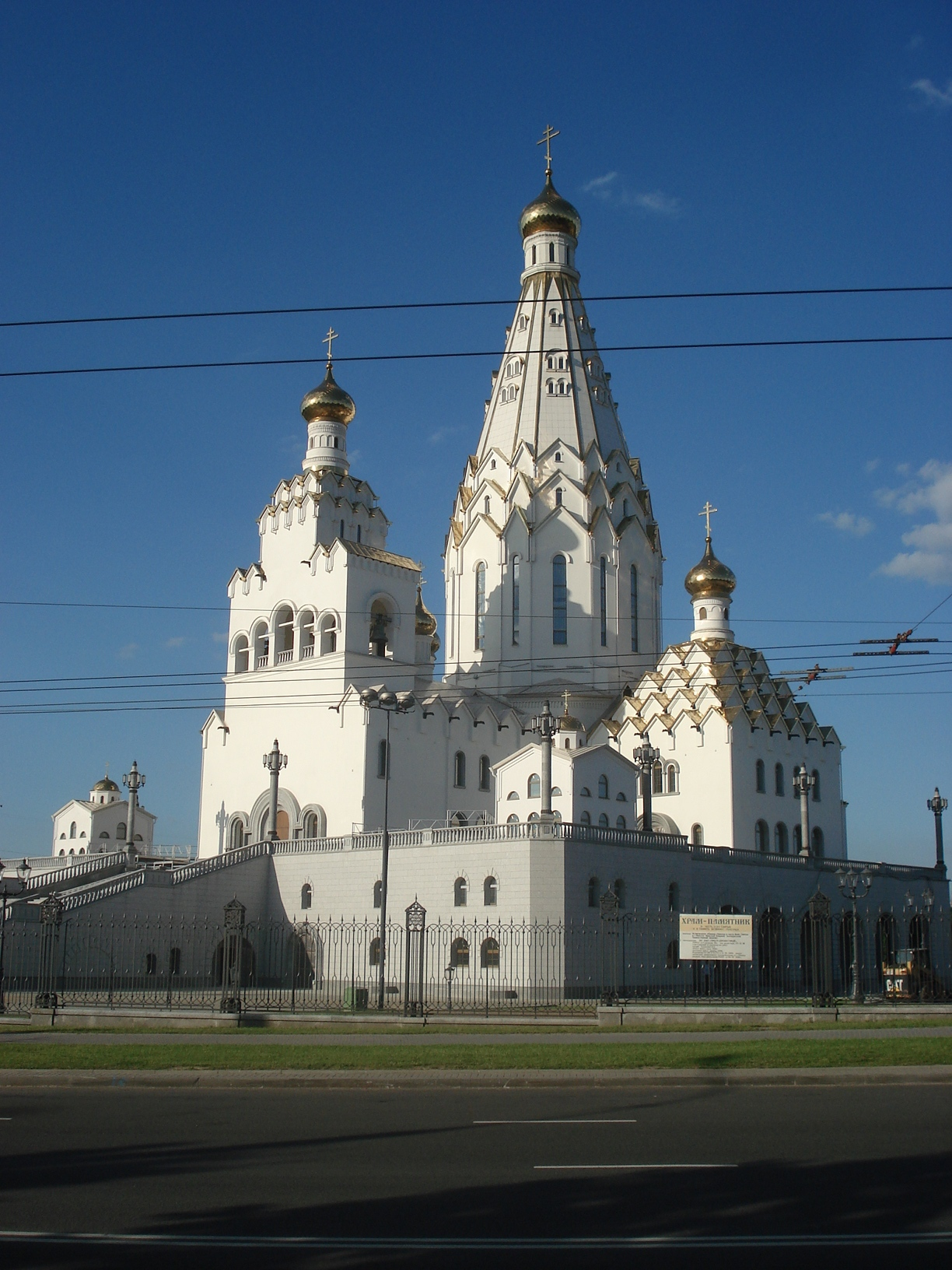
Foto van de kathedraal in 2010
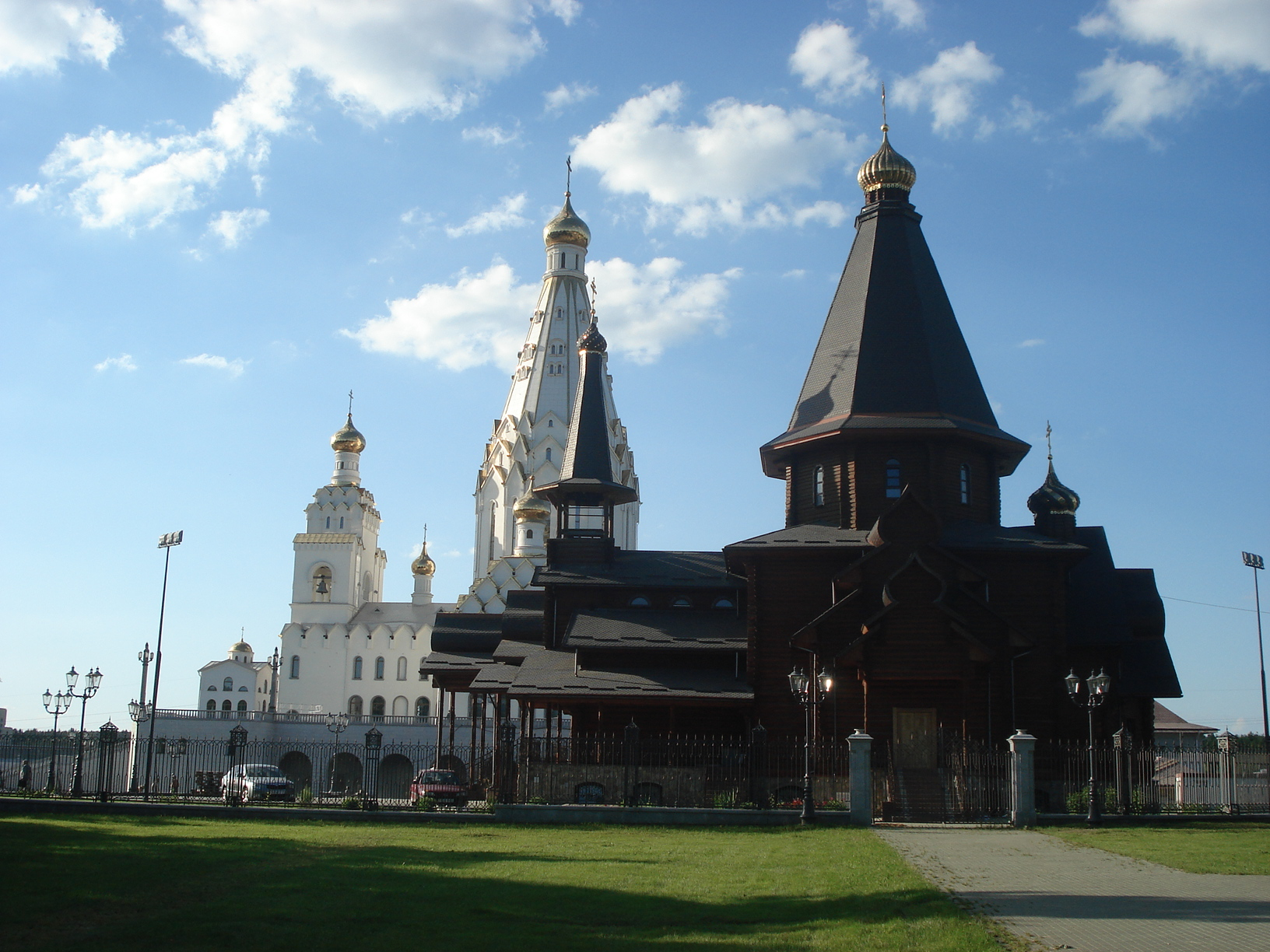
De Drie-eenheidskerk (met op de achtergrond de kathedraal)